# Enrico De Nicola
Enrico De Nicola (Nápoles, 9 de noviembre de 1877 - Torre del Greco, Nápoles, 1 de octubre de 1959) fue un jurista, periodista y político liberal italiano. Fue presidente provisional de Italia entre 1946 y 1948 y primer presidente (constitucional) de la República Italiana desde el 1 de enero de 1948 hasta el 11 de mayo de ese mismo año.

## Biografía
De Nicola, penalista de reconocido prestigio, fue elegido como diputado por primera vez en 1909 y ocupó diversos cargos gubernamentales de segundo nivel hasta la llegada del fascismo, momento en que optó por retirarse de la vida política a pesar de ser nombrado senador por el rey Víctor Manuel III en 1926 (nunca llegó a tomar parte en los trabajos de la Cámara).
Después de 1943, con la caída del fascismo, es muy probable que Enrico De Nicola ejerciese un papel determinante en el nombramiento del príncipe Humberto, heredero del trono, como lugarteniente del reino, cargo que convirtió al príncipe en jefe de Estado de facto.
La Asamblea Constitucional, desaparecida la monarquía tras la celebración de un referéndum, le eligió como jefe de Estado provisional el 28 de junio de 1946 con un 80% de los votos, nominación que De Nicola dudó en aceptar.
El 25 de junio de 1947, De Nicola presentó su renuncia la jefatura del Estado, pero fue reelegido al día siguiente por la Asamblea Constituyente “por los signos de nobleza y humanidad expresados en sus actos”.
Después de la aprobación de la Constitución de la República Italiana, el 1 de enero de 1948, fue nombrado presidente de la República Italiana, como estaba prescrito en el texto constitucional.
Enrico De Nicola, renunció a presentarse como candidato a la primera elección constitucional que tuvo lugar en mayo de aquel año y en la que resultó elegido Luigi Einaudi.
De Nicola se convirtió en senador vitalicio (como antiguo jefe de Estado). Posteriormente fue elegido presidente del Senado italiano y del Tribunal Constitucional.